# Stacyville (Maine)
Stacyville es un pueblo ubicado en el condado de Penobscot en el estado estadounidense de Maine. En el Censo de 2010 tenía una población de 396 habitantes y una densidad poblacional de 3,87 personas por km².

## Geografía
Stacyville se encuentra ubicado en las coordenadas 45°53′45″N 68°29′43″O / 45.89583, -68.49528. Según la Oficina del Censo de los Estados Unidos, Stacyville tiene una superficie total de 102.39 km², de la cual 102.37 km² corresponden a tierra firme y (0.02%) 0.02 km² es agua.

## Demografía
Según el censo de 2010, había 396 personas residiendo en Stacyville. La densidad de población era de 3,87 hab./km². De los 396 habitantes, Stacyville estaba compuesto por el 96.46% blancos, el 0.25% eran afroamericanos, el 0.76% eran amerindios, el 0.25% eran asiáticos, el 0% eran isleños del Pacífico, el 0.25% eran de otras razas y el 2.02% pertenecían a dos o más razas. Del total de la población el 0.76% eran hispanos o latinos de cualquier raza.